# 2011年6月朝鲜劳动党中央政治局扩大会议
朝鲜劳动党中央政治局在2011年6月6日举行扩大会议，会议在朝鲜首都平壤举行。参加会议的有朝鲜劳动党中央政治局的4名政治局常委、12名委员和14名候补委员。

## 劳动党此前的活动
由于先军政治的影响，朝鲜的政治实权在金正日时期掌握在国防委员会的手中。朝鲜劳动党在1980年举行第六次代表大会后，未举行全国代表大会；朝鲜劳动党在1993年-2010年的17年里从未召开过中央委员会全体会议。

## 会议过程
- 这次会议赞赏了金正日总书记2011年5月的对华访问，并称由于中朝两党、两国政府给予了特别关注和期望，所以访问取得了成功，表示非常满意[1]。
- 会议讨论了组织问题，决定免去洪锡亨的中央书记局书记职务。

## 上次扩大会议
据韩国政府人士称，上次朝鲜召开政治局扩大会议是在1981年12月7日-9日，由朝鲜劳动党已故总书记金日成主持，讨论1982年经济计划。上次扩大会议距今已有30年，此次会议也被韩国视为朝鲜在逐步恢复劳动党的机能和作用。